# Spini di Gardolo
Spini è una località appartenente alla circoscrizione amministrativa n. 1 e alla frazione di Gardolo nel comune di Trento. 
Si trova nei pressi del casello autostradale dell'Autostrada A22 di Trento Nord.
Attualmente è il più importante polo industriale e artigianale del Trentino.

## Storia
Luogo boschivo almeno fino al 1250 (fondazione di Gardolo), diviene agricolo ai primi del '700, quando l'incessante aumento demografico di Gardolo obbliga i suoi abitanti a rendere produttive nuove aree. Per circa un secolo e mezzo le campagne di Spini restano inabitate, perché i contadini pur coltivandole dimorano a Gardolo centro.
Negli anni Cinquanta i contadini iniziano ad abitare direttamente a Spini nelle loro campagne.
Dagli anni Sessanta fino alla metà dei Settanta, i contadini sono spinti dal boom economico a propendere per un'agricoltura-monocoltura di vite, più redditizia.
L'urbanizzazione degli anni Ottanta e la crisi dell'agricoltura fa vendere ai contadini una parte delle loro terre. Comunque tuttora i vigneti di Spini sono i più estesi di Gardolo.
Nel 2011 vi è stato inaugurato un carcere.

## Economia
Fino agli anni Cinquanta si pratica agricoltura di sussistenza, poi si cambia come descritto nel paragrafo precedente. Oggi Spini è famoso come primo polo industriale e artigianale del Trentino. Si registra la presenza di marchi prestigiosi come Vetri Speciali, Iveco, Ecotecno, Scania, Mated, ecc.

## Società

### Evoluzione demografica
Il numero di abitanti resta trascurabile fino al 1975, aumenta gradualmente ma restando ridotto fino agli anni '90. Recentemente area sfruttata dagli enti di edilizia a canone agevolato e si ha un'impennata della popolazione e il numero di abitanti è decuplicato nel giro di pochi anni.

## Infrastrutture e trasporti
Tangenzialmente a Spini passano l'Autostrada del Brennero e la strada provinciale 235 Trento-Rocchetta.
Lungo l'autostrada c'è l'interporto doganale di Trento che però ha perso importanza con i recenti trattati di libera circolazione di merci e passeggeri in  Unione Europea.
Spini è collegato con la città di Trento tramite le linee 11, 15 e 17 di autobus. Dispone inoltre della fermata ferroviaria Zona Industriale sulla linea Trento-Malé-Mezzana.